# Alina Gorghiu
Alina-Ștefania Gorghiu, född 16 september 1978 i Tecuci, är en rumänsk advokat och politiker tillhörande Nationalliberala partiet, PNL. Mellan 2014 och 2016 var hon PNL:s partiledare. Hon var ledamot i Rumäniens deputeradekammare mellan 2008 och 2016 och blev därefter ledamot i senaten.
Gorghiu har en masterexamen i affärsrelaterad straffrätt från Hyperionuniversitetet i Bukarest, en masterexamen i kommunikation och PR från Şcoala Naţională de Studii Politice şi Administrative samt en doktorsexamen i straffrätt från Alexandru Ioan Cuzas universitet.
Hennes partipolitiska engagemang började 2002 när hon gick med i PNL. 2004 valdes hon in i Sektor 5:s stadsdelsfullmäktige i Bukarest.  I parlamentsvalet 2008 valdes hon in i deputeradekammaren, där hon blev vice ordförande för utskottet för utredning av missbruk och korruption. Hon omvaldes 2012 och blev då ledamot i justitieutskottet.
I december 2014 kandiderade Gorghiu till partiledarposten i PNL med Ludovic Orban som motkandidat. Hon vann med 47 röster mot 28 för Orban och blev partiets första kvinnliga samt dess dittills yngsta partiledare.  Hon avgick efter PNL:s valförlust 2016.